# Zamach w Peszawarze (28 października 2009)
Zamach w Peszawarze miał miejsce 28 października 2009 roku. W jego wyniku zginęło 137 osób, około 213 odniosło rany. Był to jeden z najkrwawszych zamachów terrorystycznych w Pakistanie od czasu podjęcia walki z rebelią talibską przez ten kraj.

## Zamach
Do zamachu doszło na bazarze w mieście Peszawar, w handlowej dzielnicy Peepal Mandi. Eksplozję samochodu-pułapki wyładowanego 150 kg trójnitrotoluenu, słychać było w całym mieście, a częściowemu zniszczeniu uległ m.in. pobliski meczet. Niemal wszyscy zabici byli klientami bazaru, wśród których, jak się okazało, najwięcej było kobiet.
Był to kolejny odwet za prowadzoną przez wojsko ofensywę w Południowym Waziristanie.

## Reakcje
- Prezydent Pakistanu Asif Ali Zardari, a także premier Yousaf Raza Gilani stanowczo potępili zamach oraz obiecali jak najlepszą możliwą opiekę medyczną.
- Zamach terrorystyczny miał miejsce w czasie, kiedy Sekretarz Stanu USA Hillary Clinton przebywała z wizytą w Islamabadzie. Sekretarz stanu potępiając zamach, mówiła, iż USA wspierają Pakistan w walce z terroryzmem i będą kontynuować pomoc do czasu osiągnięcia ostatecznego celu.
- Talibowie potępili atak i nie wzięli na siebie odpowiedzialności za zamach. Także Al-Kaida nie przyznała się jakiegokolwiek udziału w zamachu[3].